# Teluk Jatidawang
Teluk Jatidawang is een bestuurslaag in het regentschap Gresik van de provincie Oost-Java, Indonesië. Teluk Jatidawang telt 3104 inwoners (volkstelling 2010).